# إسحاق راب
إسحاق راب (بالإنجليزية: Isaac Rapp)‏ هو مهندس معماري أمريكي، ولد في 1854 في أورانج ‏ في الولايات المتحدة، وتوفي في 1933 في ترينيداد في الولايات المتحدة.